# Rechtsnachfolge
Eine Rechtsnachfolge (lateinisch Sukzession) liegt vor, wenn eine Person oder eine Organisation in die bestehenden Rechte und Pflichten einer vorherigen Person oder Organisation eintritt. Die Rechtsnachfolge kann aufgrund von Rechtsgeschäft oder kraft Gesetzes eintreten. Parteien sind der Rechtsvorgänger und der Rechtsnachfolger.

## Begriff
Als Rechtssubjekte kommen natürliche Personen und Personenvereinigungen wie juristische Personen, Stiftungen oder Personengesellschaften in Betracht. Mit dem Tod einer Person oder der Liquidation einer Personenvereinigung gehen vertragliche Pflichten grundsätzlich nicht unter, sondern gehen über auf den Rechtsnachfolger. Legaldefiniert ist der Begriff nicht. Friedrich Carl von Savigny bestimmte Mitte des 19. Jahrhunderts die „fortdauernde Identität“ eines Rechtsverhältnisses als wesentlichen Faktor der Rechtsnachfolge, während Bernhard Windscheid „[das] Eintreten eines Subjects an die Stelle eines anderen“ formulierte.
 Unterschieden wird zwischen der Einzelrechtsnachfolge (Singularsukzession) und der Gesamtrechtsnachfolge (Universalsukzession). Grundfall der Rechtsnachfolge ist die Einzelrechtsnachfolge. Ihr Übertragungsmodus besteht darin, dass sich der Rechtsübergang auf einen konkreten Gegenstand bezieht, der unter Beachtung der für seine Übertragung geltenden Rechtsvorschriften von einem Rechtsträger auf einen anderen übergeht. Bei der Gesamtrechtsnachfolge gehen alle Rechte und Pflichten ohne Rücksicht auf die für eine Einzelrechtsnachfolge vorgesehenen Vorschriften als Gesamtheit auf den Nachfolger über.
Wenn Einzelrechtsnachfolge kraft Rechtsgeschäfts eintritt, können dieser beispielsweise eine Forderungsabtretung gemäß §§ 398 ff. BGB oder eine Schuldübernahme gemäß §§ 414 f. BGB zugrunde liegen. Beispielfall für eine Rechtsnachfolge kraft Gesetzes ist der gesetzliche Forderungsübergang (cessio legis) gemäß § 412 BGB und kraft Hoheitsaktes etwa Maßnahmen der Zwangsvollstreckung oder Zwangsversteigerung. Gesamtrechtsnachfolgen treten gemäß  § 613a BGB bei Betriebsübergängen ein, der neue Arbeitgeber tritt in die Rechte und Pflichten des bisherigen Arbeitgebers ein (Arbeitsverhältnisse) oder im Erbrecht gemäß § 1922 Abs. 1 BGB. Nachfolgeregelungen finden sich besonders im Handels- und Gesellschaftsrecht, sowie mit Bezug auf das öffentliche Recht, im Kommunalrecht (etwa Eingemeindungen) oder bei Behördenverschmelzungen.

## Internationale Staatensukzession
Die Rechtsnachfolge im Staats- und Völkerrecht ist die Staatensukzession, das Einrücken eines Staates oder mehrerer Staaten in die völkerrechtliche Rechtsposition eines anderen Staates oder mehrerer anderer Staaten. Es geht also auch hier um das Verhältnis von mindestens zwei Rechtssubjekten. Zu unterscheiden ist zwischen der Einverleibung (Annexion Koreas durch Japan 1910), Verschmelzung mehrerer Staaten zu einem (Vereinigte Arabische Republik 1958), Angliederung eines Staatsteils an einen anderen Staat (Hochsavoyen an Frankreich durch den Savoyerhandel 1860), Verselbständigung (Finnland 1919), Zerfall eines Staats in mehrere Staaten (Zerfall der Sowjetunion 1991 in Russland und die Nachfolgestaaten der ehemaligen UdSSR, sowie in Litauen, Estland und Lettland) und die Gründung von Protektoraten, Mandaten und Treuhandgebieten. Mit ihrem Beitritt zur Bundesrepublik Deutschland ist die DDR mit Wirkung vom 3. Oktober 1990 als Staats- und Völkerrechtssubjekt untergegangen und nimmt seither an der staats- und völkerrechtlichen Kontinuität Deutschlands in der Form der Identität der Bundesrepublik teil.

## Abgrenzung zur Rechtsidentität
Von der Rechtsnachfolge zu unterscheiden ist die Rechtsidentität. Bei der Ersteren tritt ein Rechtsträger umfassend in die Rechte und Pflichten eines anderen Rechtsträgers ein; bei Letzterer besteht der bisherige Rechtsträger fort, wenn auch gegebenenfalls unter einem anderen Namen. Rechtsidentität kann im Zivilrecht ebenso auftreten wie im Völkerrecht. Beispielsweise führt nach deutschem Recht ein Rechtsformwechsel nach Umwandlungsgesetz (etwa: Umwandlung einer Aktiengesellschaft in eine GmbH) nicht zur Rechtsnachfolge, sondern zur fortbestehenden Existenz des bisherigen Unternehmens, wenn auch in neuer Rechtsform und womöglich mit neuer Firma (§ 202 UmwG).